# Dèmètrios Chomatenos
Dèmètrios Chomatenos ou Chomatianos (en grec Δημήτριος Χωματηνός/Χωματιανός), né vers le milieu du XIIe siècle, mort vers 1236, fut métropolite d’Ochrid de 1216 à 1236. Avec Jean Apokaukos, archevêque de Naupacte, et Georges Bardanès, métropolite de Corfou, il fut l’âme dirigeante du mouvement visant à affirmer l’indépendance du despotat d’Épire et de l’éphémère Empire de Thessalonique. Sur le plan politique, il est surtout connu pour avoir couronné le despote d’Épire, Théodore Ange, comme empereur de Thessalonique, encourant ainsi le courroux à la fois de l’empereur Jean III Vatatzès et du patriarche de Constantinople exilé à Nicée. Sur le plan juridique et littéraire, les quelque 150 écrits et lettres qu’il a laissés sont une source irremplaçable pour la connaissance de la politique intérieure du despotat, des relations de celui-ci avec les États voisins et l’importance que prit le droit au cours de la première moitié du XIIIe siècle.

## Biographie
Né après 1150, Dèmètrios Chomatenos fit ses études de droit à Constantinople avec Jean Apokaukos, avant d’entrer au service de l’Église autocéphale de Bulgarie. Il servit d’abord à titre d’apokrisarios ou de représentant du métropolite à Constantinople avant d’être nommé vers 1200 chartophylax ou secrétaire de l’Église bulgare. 
Il fut promu en 1217 par Théodore Ange Doukas Comnène, alors despote d’Épire, au poste de « métropolite d’Ochrid et de toute la Bulgarie ». Situé dans l’ouest de la Macédoine, Ochrid appartenait au XIIIe siècle au despotat d’Épire ; mais Chomatenos dut se rendre compte qu’une bonne partie de son territoire échappait à son contrôle effectif et que l’allégeance de nombre d’évêques serbes et bulgares allaient à leurs souverains « nationaux » plutôt qu’au despote d’Épire, alors que sa propre influence morale se faisait sentir davantage hors de son archidiocèse, c’est-à-dire en Épire, à Corfou et à Thessalonique,. Du reste, l’archevêque ne semblait guère avoir de sympathies pour ses diocésains bulgares comme en fait foi le texte de l’un de ses argumentaires dans une cause de non-validité de testament : « Étant donné que les Bulgares sont de véritables barbares, incapables d’apprécier la Loi romaine (car pour les barbares la loi consiste dans leurs propres désirs), comment un barbare pourrait-il mettre en œuvre les procédures légales stipulées par nos vénérables lois ? »
Chomatenos devint alors avec Apokaukos le porte-parole de l’autonomie des Églises d’Europe face à celle de l’Église de Nicée (entendre d’Asie). C’est à ce titre et avec l’appui des autres évêques « vivant dans le territoire occidental » c’est-à-dire en Europe qu’il couronna en 1225 ou 1227 Théodore Ange comme empereur de Thessalonique, s’attirant ainsi les foudres du patriarche Germain II de Constantinople, en exil à Nicée, puisque ce geste consacrait la division de l’Empire byzantin et contestait la prétention de l’archevêque de Nicée au titre de patriarche de Constantinople,. Pour Chomatenos, lors de la chute de Constantinople, un nombre à peu près égal d’évêques et de membres du sénat avait fui vers l’Est (entendre anciens territoires d’Asie, i.e. l’Empire de Nicée) et vers l’Ouest (les territoires grecs d’Europe). L’unité de l’empire avait fait place à deux États successeurs et si l’Empire de l’Est pouvait se suffire à lui-même, il n’était plus en mesure de venir au secours de l’Ouest. 
Toutefois, la défaite de Théodore Ange aux mains du tsar bulgare Jean Asen à Klokonitsa en 1230 devait mettre fin aux aspirations de l’Église d’Épire et les évêques de cette région se rallièrent progressivement à l’Église de Nicée ; le même Georges Bardanès, qui avait écrit en 1228 une lettre au patriarche Germain II au nom de l’ensemble des évêques épirotes consacrant le schisme, dut écrire une nouvelle lettre mettant un terme au même schisme.
Sur le plan théologique, Dèmètrios Chomatenos demeura toujours un ardent défenseur de l’orthodoxie face aux Latins. Dans la vie quotidienne toutefois, il était prêt à faire preuve d’oikonomia, terme qui, « à l’instar de la gestion divine, tempère la rigueur de la loi de façon à faciliter à l’homme le chemin qui mène à Dieu ». Consulté sur la question de savoir si un évêque orthodoxe pouvait aller dans une église latine et y recevoir les sacrements, il n’émit aucune objection, soulignant que, sauf en ce qui concernait le Filioque, il n’y avait guère de différence entre les usages et les enseignements latins et orthodoxes. Consulté également sur l’utilisation de pain azyme pour la communion, tout en refusant cette coutume pour l’Église orthodoxe, il ne souleva aucun problème pour son utilisation dans l’Église latine, différentes Églises ayant différentes pratiques.
L’année même de la mort de Dèmètrios Chomatenos (1235), un synode se réunit à Lampsaque sous la présidence du patriarche Germain II de Constantinople qui éleva l’Église de Bulgarie au rang de patriarcat. 

## L’œuvre
Après la prise de Constantinople par les Latins et le démembrement de l’appareil bureaucratique impérial, le rôle des évêques dans les États successeurs prit une importance nouvelle. Mieux instruits que leurs prédécesseurs, notamment en raison du développement du droit canon grâce à Jean Zonaras et, surtout, Théodore Balsamon, ils en vinrent à jouer un rôle essentiel entre le peuple et les autorités locales. L’Église devint un élément de stabilité dans un monde politique instable où les frontières se modifiaient régulièrement. Aussi, les tribunaux ecclésiastiques en vinrent à trancher dans des causes civiles autant que religieuses, notamment en matière de mariage, de droit de la famille, partant de succession et de droit de propriété, voire dans des cas d’homicide involontaire (par opposition au cas de meurtre). De plus, le fait qu’il n’y avait plus moyen d’en appeler de leur jugement à Constantinople augmentait leur autorité. 
Ayant fait des études de droit comme Apokaukos (qu’il consultait fréquemment), Chomatenos a laissé environ 150 dossiers juridiques et lettres. Ceux-ci sont plus ou moins classés par sujets : les premiers (près de 70 % selon Angold) traitent des cas de mariage (second mariage, disposition de la dot, etc.) ; les deuxièmes traitent de cas de propriété (validité ou absence de documents) ; les troisièmes de cas impliquant le clergé à un titre ou à un autre ; viennent ensuite des cas touchant les « faibles » (orphelins, victimes d’injustice, personnes sans défense). Le tout se termine par une série de cas qui ont probablement été ajoutés à la suite d’une compilation initiale. 
Il est intéressant de noter que la grande majorité des verdicts sont plutôt des opinions qui pouvaient être ensuite soumises à un autre tribunal civil ou ecclésiastique ; certains cas lui étaient référés par d’autres tribunaux, voire par le despote ou des gouverneurs de provinces, alors que lui-même référa certains cas à d’autres. Les cas qui lui étaient soumis impliquaient presque toutes les couches de la société : 11 cas sont le fait de la cour du despote lui demandant conseil, 20 mettent en cause des nobles de la haute aristocratie (23 si l’on inclut les militaires), 21 viennent d’évêques, 23 de moines ou de membres du clergé, 27 mettent en cause des fermiers ou paysans et 23 des citoyens de la ville ou artisans. De ce nombre, 11 cas étaient initiés par des femmes, même si celles-ci étaient représentées par leur mari. 
Conservateur, Chomatenos chercha essentiellement à préserver le système juridique byzantin tel qu’il existait avant la chute de Constantinople aux mains des Latins. En même temps, et comme il le faisait dans la vie politique, Chomatenos avait tendance à tempérer la rigueur de la loi en faisant preuve d’oikonomia. Dans un monde où églises et monastères étaient la propriété privée de riches donateurs et pouvaient être sources de revenus dont dépendait le bien-être de la famille, il arrivait que, construites dans un but de piété, elles lèsent les droits des héritiers. Dans un cas au moins, il ordonna qu’un héritage légué par le testateur à une église soit remis au fils du donateur. La prise de Constantinople par les Latins avait introduit l’épreuve du fer rougi au feu comme témoin de la bonne foi d’un accusé ou d’un témoin. Chomatenos décida que cette pratique risquait de supplanter ou de diminuer la validité du serment et qu’elle n’était pas reconnue par la loi byzantine tant civile que canonique. Dans les cas d’homicide involontaire, les tribunaux ecclésiastiques imposaient des pénitences là où les tribunaux civils auraient infligé des peines beaucoup plus sévères. Conscient de la chose, Chomatenos prit soin de prendre les condamnés sous la protection de l’Église et d’interdire aux agents de l’État d'agir contre eux.
Tout en défendant la dignité et les intérêts du clergé comme composante distincte de la société, Chomatenos se montra ainsi conscient de la dimension sociale de la responsabilité de l’Église et tenta de protéger les pauvres et les désavantagés contre les rigueurs du système judiciaire civil.